# Как прекрасно светит сегодня Луна
«Как прекрасно светит сегодня Луна» — мультипликационный фильм студии «Союзмультфильм», повествующий о силе красоты.

## Сюжет
В полнолуние звери любуются «как прекрасно светит луна». Лишь Медведь недоволен и всячески мешает лесным обитателям наслаждаться зрелищем, но те не обращают внимания на его усилия. Устав от сентиментальности, он идёт в чащу к Волкам, но выясняется, что несмотря на внешнюю свирепость, в душе они тоже подвержены чувству прекрасного.

## Создатели
- Автор сценария — Роза Хуснутдинова
- Кинорежиссёр и художник-постановщик — Виктор Дудкин
- Кинооператор — Игорь Дианов
- Композитор — Шандор Каллош
- Звукооператор — Борис Фильчиков
- Монтажёр — Галина Филатова
- Редактор — Андрей Вяткин
- Художественный руководитель — Станислав Соколов
- Художники-мультипликаторы — Лидия Маятникова, Ольга Панокина, Ирина Собинова-Кассиль
- Текст читает — Вячеслав Богачёв
- Куклы и декорации изготовили: Павел Гусев, Наталия Барковская, Владимир Аббакумов, Анна Ветюкова, Валерий Петров, Наталия Гринберг, Лилианна Литюнская, Александр Горбачёв, Александр Беляев, А. Уткин, Виктор Гришин
- Директор картины — Григорий Хмара